# Phil Robertson
Pour les articles homonymes, voir Robertson.
Phil Alexander Robertson, né le 24 avril 1946 et mort le 25 mai 2025, est un chasseur professionnel américain, un homme d'affaires et une personnalité de la télévision, fondateur de la société de produits de chasse Duck Commander.

## Biographie
Né à Vivian (La) en 1946, Phil Robertson est élevé dans le nord de la Louisiane au sein d'une famille nombreuse avec sept enfants et peu d'argent, selon sa biographie en ligne. Après avoir étudié le football à Louisiana Tech, puis enseigné et entraîné pendant plusieurs années, il décide de se lancer dans la fabrication et la vente d'appeaux à canard pour les chasseurs, et fait breveter son premier appeau en 1972.
Au cours des décennies suivantes, sa société Duck Commander devient une entreprise familiale tentaculaire qui vend des centaines de milliers d'appeaux à canard. La maison qu'il partage avec sa femme Kay et leurs enfants à West Monroe (La) est transformée en usine pour l'entreprise familiale, où le clan assemble, fabrique et expédie des appeaux à canard dans le monde entier.
Pionnier de la télé-réalité, il est la vedette de l'émission américaine Duck Dynasty, qui suit dans son quotidien la famille Robertson, qui a fait fortune dans la fabrication d’appeaux pour la chasse au canard.
Phil Robertson meurt le 25 mai 2025 des suites d'une maladie d'Alzheimer. Il laisse dans le deuil, son épouse Kay, ses enfants Jase, Willie, Jep et ses petits-enfants.